# Copa Estado do Ceará de 2024
A Copa Estado do Ceará de 2024 foi uma competição de Futsal, organizado pela Federação Cearense de Futebol de Salão. Os dois melhores colocados ganharam vagas na Copa do Nordeste de Futsal de 2024, que será sediado em São João do Jaguaribe.

## Formato de Disputa
1ª Fase: Os clubes participantes serão divididos em dois grupos, nos quais as equipes jogarão entre si dentro do respectivo grupo.
2ª Fase - Quartas de Final: Nesta etapa, ocorrerá um cruzamento no sistema mata-mata, classificando os quatro melhores em pontuação para a terceira fase.
- Jogo 01: 1º do Grupo A x 4º do Grupo B
- Jogo 02: 2º do Grupo A x 3º do Grupo B
- Jogo 03: 1º do Grupo B x 4º do Grupo A
- Jogo 04: 2º do Grupo B x 3º do Grupo A
3ª e 4ª Fase: Estas fases serão disputadas no mesmo formato, com confrontos de ida e volta.
Os clubes vencedor e vice da Copa serão os representantes do Ceará na Copa Nordeste de Futsal de 2024, a ser realizada na cidade de São João do Jaguaribe.

## Participantes
| Localização           | Nome                         | Ginásio (mando)                                   | Capacidade        | Grupo |
| --------------------- | ---------------------------- | ------------------------------------------------- | ----------------- | ----- |
| Fortaleza             | Ceará / Jijoca Futsal        | Ginásio Vozão                                     | 1.500 torcedores  | B     |
| Russas                | Flores / Russas Futsal       | Ginásio do Colégio Estadual Gov. Flávio Marcílio  | Sem dados         | A     |
| Fortaleza             | Fortaleza Futsal             | Centro de Formação Olímpica do Nordeste           | 17.100 torcedores | A     |
| Horizonte             | Imperial / Horizonte         | Ginásio Joaquim Domingos Neto                     | 750 torcedores    | B     |
| Redenção              | LCESQ / Redenção             | Ginásio Tarcísio Bonfim                           | 600 torcedores    | B     |
| Redenção              | New Castle / Redenção        | Ginásio Tarcísio Bonfim                           | 600 torcedores    | A     |
| São João do Jaguaribe | São João de Jaguaribe Futsal | Ginásio Poliesportivo Júlio Irineu Costa          | Sem dados         | A     |
| Eusébio               | Sport Club Eusébio           | Ginásio Poliesportivo Joaquim Gregório dos Santos | 600 torcedores    | B     |

## Final
A final do Campeonato foi decidido em dois jogos, o primeiro foi jogado em São João do Jaguaribe, no Ginásio Poliesportivo Júlio Irineu Costa, o jogo ficou em 2x2 com Gerrin e Luciano marcando pra equipe do São João do Jaguaribe e Valdin e Samurai marcando para o Fortaleza Futsal.

O segundo jogo foi realizado no Centro de Formação Olímpica do Nordeste, onde o Fortaleza Futsal conseguiu vencer o São João do Jaguaribe, após no tempo normal empatar por 2x2, na prorrogação empatar por 1x1 e nos pênaltis vencer o São João do Jaguaribe.